# ZooMontana
El ZooMontana es un zoológico ubicado en Billings, Montana y es el único zoológico y jardín botánico del estado. El área del zoológico es de 28 hectáreas. Actualmente cuenta con cerca de 100 animales, que representan 58 especies. Todos estos animales viven en hábitats diseñados para imitar sus hábitats naturales. El zoológico se incorporó y estableció como una organización sin fines de lucro en 1992. Está acreditado en la Asociación de Zoológicos y Acuarios. Se centra durante todo el año en la vida silvestre nativa de Montana, las Montañas Rocosas y otras regiones con temperaturas frías iguales o superiores al paralelo 45. Los hábitats interiores incluyen animales de todo el mundo. El zoológico está abierto todos los días del año excepto Acción de Gracias, Navidad, Año Nuevo y Semana Santa, y también cierra cuando la temperatura desciende por debajo de 0 grados Fahrenheit (−17,8 °C). El zoológico recibe más de 80.000 visitantes al año.